# Saskahanske, Krînîcikî
Saskahanske (în ucraineană Саксаганське; până în 2016, Jovtneve, în ucraineană Жовтневе) este localitatea de reședință a comunei cu același nume din raionul Krînîcikî, regiunea Dnipropetrovsk, Ucraina.

## Demografie
Componența lingvistică a localității Jovtneve
     Ucraineană (93,93%)
     Rusă (4,29%)
     Belarusă (1,07%)
Conform recensământului din 2001, majoritatea populației localității Jovtneve era vorbitoare de ucraineană (93,93%), existând în minoritate și vorbitori de rusă (4,29%) și belarusă (1,07%).